# 1907 في الولايات المتحدة
فيما يلي قوائم الأحداث التي وقعت خلال عام 1907 في الولايات المتحدة.

## سياسة

### تعيين في المنصب
- 1 يناير – تشارلز إيفانز هيوز حاكم نيويورك [الإنجليزية]‏.
- 1 يناير – كالفين كوليدج عضو مجلس نواب ماساتشوستس.
- 15 يناير – إدوين سيدني ستيوارت حاكم ولاية بنسلفانيا [الإنجليزية]‏.
- 15 يناير – توماس ميتشل كامبل حاكم ولاية تكساس.
- 4 مارس – سايمون جوجينهايم عضو مجلس الشيوخ الأمريكي.
- 16 نوفمبر – تشارلز ناثانيل هاسكل حاكم أوكلاهوما [الإنجليزية]‏.

### انتهاء فترة المنصب
- 9 يناير – جورج كوبر باردي حاكم كاليفورنيا.
- 28 يناير – تشارلز كورتيس عضو مجلس النواب الأمريكي.
- 3 مارس – ليزلي مورتيمر شو وزير الخزانة الأمريكي.
- 4 مارس – ويليام راندولف هارست عضو مجلس النواب الأمريكي.

## كتب
من الكتب التي صدرت هذه السنة في الولايات المتحدة:
- 1 يناير – أوزما من أوز من تأليف ليمان فرانك بوم.

## مواليد

### يناير
- 1 يناير – توفي غريفيث ملاكم من الولايات المتحدة الأمريكية.
- 1 يناير – هيرالد ريا كوكس جراثيمي من الولايات المتحدة الأمريكية.
- 16 يناير – بول نيتز سياسي أمريكي.
- 20 يناير – فيليب سلون لاعب كرة قدم أمريكي.
- 23 يناير – دان دوريا

### فبراير
- 5 فبراير – صامويل دبليو تايلور كاتب أمريكي.
- 6 فبراير – راسل غليسون ممثل أمريكي.
- 15 فبراير – سيزار روميرو ممثل أمريكي.
- 20 فبراير – مالكولم أتيربوري ممثل أمريكي.

### مارس
- 4 مارس – إدغار بارير
- 16 مارس – ألكسندر فينر
- 23 مارس – هاسلر وايتني رياضياتي أمريكي.
- 24 مارس – جانيت براج
- 31 مارس – ايدي كويلان

### أبريل
- 2 أبريل – تايجر جاك فوكس ملاكم من الولايات المتحدة الأمريكية.
- 11 أبريل – بول دوغلاس ممثل أمريكي.
- 25 أبريل – ينغ فيربو ملاكم من الولايات المتحدة الأمريكية.

### مايو
- 1 مايو – كيت سميث مغنية أمريكية.
- 12 مايو – كاثرين هيبورن
- 14 مايو – جوني موس لاعب بوكر من الولايات المتحدة الأمريكية.
- 22 مايو – أرني أوليفر
- 24 مايو – ويليس بوشي ممثل أمريكي.
- 26 مايو – جون واين ممثل أمريكي.
- 27 مايو – راشيل كارسون عالمة أحياء بحرية وكاتبة علمية أمريكية.
- 30 مايو – جون غامبل كيركوود

### يونيو
- 2 يونيو – دوروثي الغربية كاتب أمريكي.
- 4 يونيو – روزاليند راسل
- 6 يونيو – جورج ريكي فنان أمريكي.
- 16 يونيو – جاك ألبرتسون
- 17 يونيو – تشارلز إيمس
- 29 يونيو – جوان ديفيس

### يوليو
- 1 يوليو – نورمان بيري
- 4 يوليو – غوردون جريفيث
- 7 يوليو – روبرت أنسون هاينلاين
- 11 يوليو – جيم توماس ليا الثالث
- 16 يوليو – باربارا ستانويك ممثلة أمريكية.
- 17 يوليو – جون دارو ممثل أمريكي.
- 21 يوليو – جون هنري مانلي
- 22 يوليو – ألدو دونيلي لاعب كرة قدم أمريكي.
- 23 نوفمبر – يوليوس ألبرت كروج سياسي أمريكي.
- 25 يوليو – جاك جيلفورد
- 27 يوليو – روس ألكسندر
- 29 يوليو – روبرت جون برايدوود
- 29 يوليو – ملفين بللي محامي أمريكي.

### أغسطس
- 3 أغسطس – أدريان أميس ممثلة أمريكية.
- 8 أغسطس – أيدي ادامز ممثلة أمريكية.
- 10 أغسطس – ويسلي باري
- 12 أغسطس – جو بيسر ممثل أمريكي.
- 20 أغسطس – آلان ريد
- 21 أغسطس – جون جي ترامب
- 30 أغسطس – جون ماكلي فيزيائي أمريكي.

### سبتمبر
- 7 سبتمبر – بول براون
- 15 سبتمبر – جاك بيلي
- 17 سبتمبر – وارين إيرل برغر
- 18 سبتمبر – إدوين ماكميلان فيزيائي أمريكي.
- 18 سبتمبر – جورج ويل فيزيائي أمريكي.
- 19 سبتمبر – لويس فرانكلين باول الابن قاضي أمريكي.
- 26 سبتمبر – شوغ فيشر
- 29 سبتمبر – جين أوتري

### أكتوبر
- 7 أكتوبر – تكس جيبونز لاعب كرة سلة من الولايات المتحدة الأمريكية.
- 10 أكتوبر – روبي غولدشتاين ملاكم من الولايات المتحدة الأمريكية.
- 12 أكتوبر – ألفرد سميث لاعب كرة قدم أمريكي.
- 14 أكتوبر – ألان جونز
- 19 أكتوبر – أليس ماريوت سيدة أعمال أمريكية.
- 22 أكتوبر – فينس دندي ملاكم من الولايات المتحدة الأمريكية.
- 28 أكتوبر – برنارد نيومان

### نوفمبر
- 1 نوفمبر – غريغوري مانغين لاعب كرة مضرب أمريكي.
- 1 نوفمبر – ماكسي روسنبلووم
- 1 نوفمبر – وليام كامبل ستير
- 16 نوفمبر – بيرجس ميريديث
- 23 نوفمبر – يوليوس ألبرت كروج سياسي أمريكي.
- 26 نوفمبر – روث باتريك

### ديسمبر
- 15 ديسمبر – جوردون دوغلاس مخرج أفلام أمريكي.
- 20 ديسمبر – هوراس ترينت فيزيائي أمريكي.
- 23 ديسمبر – جيمس روزفلت سياسي أمريكي.
- 24 ديسمبر – إيزيدور فينشتاين ستون

## وفيات

### فبراير
- 12 فبراير – فرانك وايلاند هيغينز (مواليد 1856) سياسي أمريكي.

### مارس
- 5 مارس – جيمس أوبرين (مواليد 1841) سياسي من الولايات المتحدة الأمريكية.
- 18 مارس – بنيامين فرانكلين تيلي (مواليد 1848) ضابط من الولايات المتحدة الأمريكية.
- 19 مارس – توماس بايلي ألدريش (مواليد 1836)

### أبريل
- 10 أبريل – سيدني بيرهام (مواليد 1819) سياسي أمريكي.

### مايو
- 26 مايو – إيدا مكينلي (مواليد 1847) سياسية من الولايات المتحدة الأمريكية.

### يونيو
- 14 يونيو – ويليام لي بارون جيني (مواليد 1832) مهندس معماري أمريكي.
- 27 يونيو – إليزابيث كابوت أغاسيز (مواليد 1822)

### يوليو
- 27 يوليو – ويلوبي ميلر (مواليد 1853)

### أغسطس
- 13 أغسطس – جون لونغ روث (مواليد 1826) سياسي أمريكي.

### نوفمبر
- 16 نوفمبر – لوسيان ماركوس أندروود (مواليد 1853) عالم نبات من الولايات المتحدة.
- 22 نوفمبر – أساف هول (مواليد 1829) عالم فلك أمريكي.

### ديسمبر
- 31 ديسمبر – جون واتسون بر (مواليد 1826)